# Тања Драгић
Тања Драгић (Книн, СФР Југославија, 15. мај 1991) је српска атлетичарка и параолимпијка. Такмичи се у бацању копља у конкуренцији слабовидих.
Атлетиком је почела да се бави у седмом разреду основне школе у АК „Младост“ Земун. Тренер јој је био Горан Радоја, под чијим стручним надзором је 2008. године освојила прво место на државном првенству у вишебоју. С обзиром да од своје друге године има проблема са видом позвана је у репрезентацију за учешће на Параолимпијским играма у Пекингу. Такмичила се у дисциплинама на 100 и 200 метара, као и у скоку удаљ, где је заузела девето место. Од 2010. године ради са новим тренером, Властимиром Голубовићем и такмичи се у бацању копља. У тој дисциплини је неколико пута оборила светски рекорд, а освојила је златне медаље на Параолимпијским играма, светском и европском првенству.

## Награде

### Друге награде
- 2012: Награда Браћа Карић
- Профил Тање Драгић на сајту Параолимпијског комитета Србије